# Torneo Verano 1997 Primera División 'A'
El Torneo de Verano 1997 representó el cierre del ciclo futbolístico 1996-1997 de la  Primera División A fue el segundo torneo corto y quinta temporada del circuito de plata de fútbol en México. Los Tigres lograrían ganar el torneo para ascender directamente a Primera División luego de derrotar a los Correcaminos líderes de este torneo.

## Sistema de competición
Los 18 equipos participantes se dividen en 2 grupos de 5 equipos y 2 grupos de 4 equipos, juegan todos contra todos a una sola ronda, por lo que cada equipo jugó 16 partidos; al finalizar la temporada regular de 16 partidos califican a la liguilla los 2 primeros lugares de cada grupo y los 4 mejores ubicados en la tabla general califican al repechaje de donde salen los últimos 2 equipos para la Eliminación directa.
- Fase de calificación: es la fase regular de clasificación que se integra por las 16 jornadas del torneo de aquí salen los mejores 8 equipos para la siguiente fase.
- Fase final: se sacarán o calificarán los mejores 8 de la tabla general y se organizarán los cuartos de final con el siguiente orden: 1º vs 8º, 2º vs 7º, 3º vs 6º y 4º vs 5º, siguiendo así con semifinales, y por último la final, todos los partidos de la fase final serán de ida y vuelta.

### Fase de calificación
En la fase de calificación participan los 17 clubes de la primera división A profesional jugando todos contra todos durante las 16 jornadas respectivas, a un solo partido. Se observará el sistema de puntos. La ubicación en la tabla general está sujeta a lo siguiente:
- Por juego ganado se obtendrán tres puntos.
- Por juego empatado se obtendrá un punto.
- Por juego perdido no se otorgan puntos.

El orden de los clubes al final de la Fase de Calificación del torneo corresponderá a la suma de los puntos obtenidos por cada uno de ellos y se presentará en forma descendente. Si al finalizar las 16 jornadas del torneo, dos o más clubes estuviesen empatados en puntos, su posición en la Tabla General será determinada atendiendo a los siguientes criterios de desempate:
1. Mejor diferencia entre los goles anotados y recibidos.
2. Mayor número de goles anotados.
3. Marcadores particulares entre los clubes empatados.
4. Mayor número de goles anotados como visitante.
5. Mejor ubicación en la Tabla General de Cocientes.
6. Tabla Fair Play.
7. Sorteo.

Participan por el título de Campeón de la Primera División 'A' en el Torneo Verano 1997, automáticamente los primeros 4 lugares de cada grupo sin importar su ubicación en la tabla general calificaran, más los segundos mejores 4 lugares de cada grupo, si algún segundo lugar se ubicara bajo los primeros 8 lugares de la tabla general accederá a una fase de reclasificación contra un tercer o cuarto lugar ubicado entre los primeros ocho lugares de la tabla general. Tras la fase de reclasificación los equipos clasificados a cuartos de final por el título serán 8; estos se ordenarán según su posición general en la tabla, si alguno más bajo eliminara a uno más alto, los equipos se recorrerán según su lugar obtenido.

### Fase final
- Calificarán los mejores ocho equipos de la tabla general jugando cuartos de final en el siguiente orden de enfrentamiento, que será el mejor contra el peor equipo clasificado:
- 1.º vs 8.º
- 2.º vs 7.º
- 3.º vs 6.º
- 4.º vs 5.º

- En semifinales participarán los cuatro clubes vencedores de cuartos de final, reubicándolos del uno al cuatro, de acuerdo a su mejor posición en la Tabla General de Clasificación al término de la jornada 17, enfrentándose 1° vs 4° y 2° vs 3°.

- Disputarán el título de Campeón del Torneo Verano 1997 los dos clubes vencedores de la fase semifinal.

Todos los partidos de esta fase serán en formato de ida y vuelta, eligiendo siempre el club que haya quedado mejor ubicado en la Tabla General de Clasificación el horario de su partido como local.
El club que gane el torneo disputará de ser necesario el juego de ascenso a Primera División Profesional, para que tal juego se pueda efectuar deberá haber un ganador distinto al del Torneo de Invierno 1996, en caso de que el campeón vigente lograra ganar el presente torneo este ascenderá automáticamente sin necesidad de jugar esta serie.

## Equipos participantes
En el Draft de la Primera A; 2 plazas de expansión fueron otorgadas a Real Sociedad de Zacatecas y a Atlético Hidalgo, mientras que Gallos Blancos de Hermosillo fue desafiliado durante el desarrollo del torneo (Jornada 4) debido a adeudos con sus jugadores. El club ascendido de la Segunda División fue Tigrillos de la UANL; el equipo que descendió de Primera División fue Tigres de la UANL el campeón de este torneo. Para el torneo de Verano no hubo cambios.

### Equipos por entidad federativa
| Entidad Federativa | N.º | Equipos                              |
| ------------------ | --- | ------------------------------------ |
| Guanajuato         | 2   | Irapuato y San Francisco             |
| Morelos            | 2   | Marte y Zacatepec                    |
| Nuevo León         | 2   | Tigres y Tigrillos                   |
| Tamaulipas         | 2   | Correcaminos y Tampico               |
| Hidalgo            | 2   | Atlético Hidalgo y Cruz Azul Hidalgo |
| Yucatán            | 1   | Atlético Yucatán                     |
| Coahuila           | 1   | Saltillo                             |
| Zacatecas          | 1   | Real Sociedad de Zacatecas           |
| Baja California    | 1   | Tijuana Stars                        |
| Guerrero           | 1   | Acapulco                             |
| San Luis Potosí    | 1   | Real San Luis                        |
| Michoacán          | 1   | La Piedad                            |

### Información sobre equipos participantes
| \| Equipo \| Sede \| Estadio \| Capacidad \| Filial \| \| -------------------------- \| ------------------------------------ \| ---------------------------- \| --------- \| ------ \| \| Acapulco \| Acapulco de Juárez, Guerrero \| Unidad Deportiva Acapulco \| 13,000 \| \| \| Atlético Hidalgo \| Pachuca de Soto, Hidalgo \| Hidalgo \| 30.000 \| \| \| Cruz Azul Hidalgo \| Ciudad Cooperativa, Hidalgo \| 10 de diciembre \| 10.000 \| \| \| Correcaminos \| Ciudad Victoria, Tamaulipas \| Marte R. Gómez \| 20.000 \| \| \| Irapuato \| Irapuato, Guanajuato \| Sergio León Chávez \| 26.000 \| \| \| La Piedad \| La Piedad, Michoacán \| Juan N. López \| 20.000 \| \| \| Marte Morelos \| Xochitepec, Morelos \| Mariano Matamoros \| 18.000 \| \| \| Real San Luis \| San Luis Potosí, San Luis Potosí \| Plan de San Luis \| 18.000 \| \| \| Real Sociedad de Zacatecas \| Zacatecas, Estado de Zacatecas \| Francisco Villa \| 18.000 \| \| \| San Francisco \| San Francisco del Rincón, Guanajuato \| San Francisco \| 8.000 \| \| \| Saltillo \| Saltillo, Coahuila \| Olímpico Francisco I. Madero \| 10.000 \| \| \| Tampico Madero \| Tampico-Ciudad Madero, Tamaulipas \| Tamaulipas \| 30.000 \| \| \| Tijuana Stars \| Tijuana, Baja California \| Cerro Colorado \| 12.000 \| \| \| Tigres \| San Nicolás de los Garza, Nuevo León \| Universitario \| 40.000 \| \| \| Tigrillos \| San Nicolás de los Garza, Nuevo León \| Universitario \| 40.000 \| \| \| Venados de Yucatán \| Mérida, Yucatán \| Carlos Iturralde \| 24,000 \| \| \| Zacatepec \| Zacatepec, Morelos \| Agustín "Coruco" Díaz \| 18.000 \| \| |                                      |                              |           |        |
| Equipo | Sede                                 | Estadio                      | Capacidad | Filial |
| Acapulco | Acapulco de Juárez, Guerrero         | Unidad Deportiva Acapulco    | 13,000    |        |
| Atlético Hidalgo | Pachuca de Soto, Hidalgo             | Hidalgo                      | 30.000    |        |
| Cruz Azul Hidalgo | Ciudad Cooperativa, Hidalgo          | 10 de diciembre              | 10.000    |        |
| Correcaminos | Ciudad Victoria, Tamaulipas          | Marte R. Gómez               | 20.000    |        |
| Irapuato | Irapuato, Guanajuato                 | Sergio León Chávez           | 26.000    |        |
| La Piedad | La Piedad, Michoacán                 | Juan N. López                | 20.000    |        |
| Marte Morelos | Xochitepec, Morelos                  | Mariano Matamoros            | 18.000    |        |
| Real San Luis | San Luis Potosí, San Luis Potosí     | Plan de San Luis             | 18.000    |        |
| Real Sociedad de Zacatecas | Zacatecas, Estado de Zacatecas       | Francisco Villa              | 18.000    |        |
| San Francisco | San Francisco del Rincón, Guanajuato | San Francisco                | 8.000     |        |
| Saltillo | Saltillo, Coahuila                   | Olímpico Francisco I. Madero | 10.000    |        |
| Tampico Madero | Tampico-Ciudad Madero, Tamaulipas    | Tamaulipas                   | 30.000    |        |
| Tijuana Stars | Tijuana, Baja California             | Cerro Colorado               | 12.000    |        |
| Tigres | San Nicolás de los Garza, Nuevo León | Universitario                | 40.000    |        |
| Tigrillos | San Nicolás de los Garza, Nuevo León | Universitario                | 40.000    |        |
| Venados de Yucatán | Mérida, Yucatán                      | Carlos Iturralde             | 24,000    |        |
| Zacatepec | Zacatepec, Morelos                   | Agustín "Coruco" Díaz        | 18.000    |        |

## Torneo Regular
| Real San Luis    | 2-4       | Tigres            | Universitario             | 10 de enero | 20:30     |
| Saltillo         | 1-1       | Irapuato          | O. Francisco I. Madero    | 11 de enero | 17:00     |
| Atlético Hidalgo | 2-0       | Tijuana Stars     | Hidalgo                   | 11 de enero | 19:00     |
| Marte            | 2-3       | Cruz Azul Hidalgo | Centenario                | 11 de enero | 20:00     |
| Tampico Madero   | 2-1       | Zacatepec         | Tamaulipas                | 11 de enero | 20:30     |
| Yucatán          | 1-1       | San Francisco     | Carlos Iturralde          | 11 de enero | 20:30     |
| RS Zacatecas     | 1-2       | La Piedad         | Francisco Villa           | 11 de enero | 21:00     |
| Acapulco         | 0-1       | Correcaminos      | Unidad Deportiva Acapulco | 12 de enero | 12:00     |
| Descansa:        | Descansa: | Descansa:         | Tigrillos                 | Tigrillos   | Tigrillos |

| San Francisco     | 0-1       | Tigrillos        | San Francisco         | 18 de enero | 15:00   |
| Cruz Azul Hidalgo | 2-3       | Atlético Hidalgo | 10 de diciembre       | 18 de enero | 16:00   |
| Tigres            | 4-0       | Acapulco         | Universitario         | 18 de enero | 17:00   |
| Correcaminos      | 2-1       | RS Zacatecas     | Marte R. Gómez        | 18 de enero | 19:00   |
| Tijuana Stars     | 1-1       | Real San Luis    | Cerro Colorado        | 18 de enero | 19:00   |
| Irapuato          | 2-2       | Marte            | Sergio León Chávez    | 19 de enero | 12:00   |
| La Piedad         | 0-1       | Yucatán          | Juan N. López         | 19 de enero | 15:00   |
| Zacatepec         | 0-2       | Saltillo         | Agustín "Coruco" Díaz | 19 de enero | 15:00   |
| Descansa:         | Descansa: | Descansa:        | Tampico               | Tampico     | Tampico |

| Tigrillos        | 2-1       | La Piedad         | Universitario             | 24 de enero | 20:00    |
| Real San Luis    | 1-0       | Cruz Azul Hidalgo | Plan de San Luis          | 24 de enero | 20:30    |
| Tigres           | 3-1       | Correcaminos      | Universitario             | 25 de enero | 17:00    |
| Atlético Hidalgo | 2-1       | Irapuato          | Hidalgo                   | 25 de enero | 19:00    |
| Marte            | 1-2       | Zacatepec         | Centenario                | 25 de enero | 20:00    |
| Yucatán          | 3-2       | RS Zacatecas      | Carlos Iturralde          | 25 de enero | 20:30    |
| Tampico Madero   | 5-3       | San Francisco     | Tamaulipas                | 25 de enero | 20:30    |
| Acapulco         | 4-2       | Tijuana Stars     | Unidad Deportiva Acapulco | 26 de enero | 12:00    |
| Descansa:        | Descansa: | Descansa:         | Saltillo                  | Saltillo    | Saltillo |

| San Francisco     | 1-1       | Saltillo         | San Francisco         | 1 de febrero  | 15:00         |
| Cruz Azul Hidalgo | 6-0       | Acapulco         | 10 de diciembre       | 1 de febrero  | 16:00         |
| Tijuana Stars     | 1-2       | Tigres           | Cerro Colorado        | 1 de febrero  | 19:00         |
| Correcaminos      | 1-0       | Yucatán          | Marte R. Gómez        | 1 de febrero  | 19:00         |
| RS Zacatecas      | 0-2       | Tigrillos        | Francisco Villa       | 1 de febrero  | 21:00         |
| Irapuato          | 4-2       | Real San Luis    | Sergio León Chávez    | 2 de febrero  | 12:00         |
| Zacatepec         | 1-0       | Atlético Hidalgo | Agustín "Coruco" Díaz | 2 de febrero  | 15:00         |
| La Piedad         | 4-1       | Tampico Madero   | Juan N. López         | 2 de febrero  | 15:00         |
| Descansa:         | Descansa: | Descansa:        | Marte Morelos         | Marte Morelos | Marte Morelos |

| Tigrillos      | 2-1       | Yucatán           | Universitario             | 7 de febrero     | 20:00            |
| Real San Luis  | 1-1       | Zacatepec         | Plan de San Luis          | 7 de febrero     | 20:30            |
| Saltillo       | 4-2       | La Piedad         | O. Francisco I. Madero    | 8 de febrero     | 17:00            |
| Tigres         | 1-1       | Cruz Azul Hidalgo | Universitario             | 8 de febrero     | 17:00            |
| Tijuana Stars  | 0-2       | Correcaminos      | Cerro Colorado            | 8 de febrero     | 19:00            |
| Marte          | 2-3       | San Francisco     | Centenario                | 8 de febrero     | 20:00            |
| Tampico Madero | 1-0       | RS Zacatecas      | Tamaulipas                | 8 de febrero     | 20:30            |
| Acapulco       | 0-0       | Irapuato          | Unidad Deportiva Acapulco | 9 de febrero     | 12:00            |
| Descansa:      | Descansa: | Descansa:         | Atlético Hidalgo          | Atlético Hidalgo | Atlético Hidalgo |

| San Francisco     | 2-3       | Atlético Hidalgo | San Francisco         | 15 de febrero | 15:00         |
| Cruz Azul Hidalgo | 3-0       | Tijuana Stars    | 10 de diciembre       | 15 de febrero | 16:00         |
| Correcaminos      | 0-0       | Tigrillos        | Marte R. Gómez        | 15 de febrero | 19:00         |
| Yucatán           | 2-1       | Tampico Madero   | Carlos Iturralde      | 15 de febrero | 20:30         |
| RS Zacatecas      | 0-0       | Saltillo         | Francisco Villa       | 15 de febrero | 21:00         |
| Irapuato          | 1-1       | Tigres           | Sergio León Chávez    | 16 de febrero | 12:00         |
| La Piedad         | 1-1       | Marte            | Juan N. López         | 16 de febrero | 15:00         |
| Zacatepec         | 0-0       | Acapulco         | Agustín "Coruco" Díaz | 16 de febrero | 15:00         |
| Descansa:         | Descansa: | Descansa:        | Real San Luis         | Real San Luis | Real San Luis |

| Real San Luis     | 0-0       | San Francisco | Plan de San Luis       | 21 de febrero | 20:30    |
| Cruz Azul Hidalgo | 2-1       | Correcaminos  | 10 de diciembre        | 22 de febrero | 16:00    |
| Saltillo          | 2-1       | Yucatán       | O. Francisco I. Madero | 22 de febrero | 17:00    |
| Tigres            | 4-1       | Zacatepec     | Universitario          | 22 de febrero | 17:00    |
| Atlético Hidalgo  | 1-3       | La Piedad     | Hidalgo                | 22 de febrero | 19:00    |
| Tijuana Stars     | 1-1       | Irapuato      | Cerro Colorado         | 22 de febrero | 19:00    |
| Marte             | 2-4       | RS Zacatecas  | Centenario             | 22 de febrero | 20:00    |
| Tampico Madero    | 0-2       | Tigrillos     | Tamaulipas             | 22 de febrero | 20:30    |
| Descansa:         | Descansa: | Descansa:     | Acapulco               | Acapulco      | Acapulco |

| San Francisco | 3-1       | Acapulco          | San Francisco         | 1 de marzo | 15:00  |
| Correcaminos  | 4-1       | Tampico Madero    | Marte R. Gómez        | 1 de marzo | 19:00  |
| Yucatán       | 1-0       | Marte             | Carlos Iturralde      | 1 de marzo | 20:30  |
| RS Zacatecas  | 1-1       | Atlético Hidalgo  | Francisco Villa       | 1 de marzo | 21:00  |
| Tigrillos     | 2-1       | Saltillo          | Universitario         | 1 de marzo | 21:00  |
| Irapuato      | 2-0       | Cruz Azul Hidalgo | Sergio León Chávez    | 2 de marzo | 12:00  |
| La Piedad     | 1-1       | Real San Luis     | Juan N. López         | 2 de marzo | 15:00  |
| Zacatepec     | 3-0       | Tijuana Stars     | Agustín "Coruco" Díaz | 2 de marzo | 15:00  |
| Descansa:     | Descansa: | Descansa:         | Tigres                | Tigres     | Tigres |

| Real San Luis     | 2-2       | RS Zacatecas   | Plan de San Luis          | 7 de marzo    | 20:30         |
| Cruz Azul Hidalgo | 3-1       | Zacatepec      | 10 de diciembre           | 8 de marzo    | 16:00         |
| Saltillo          | 1-0       | Tampico Madero | O. Francisco I. Madero    | 8 de marzo    | 17:00         |
| Tigres            | 4-0       | San Francisco  | Universitario             | 8 de marzo    | 17:00         |
| Atlético Hidalgo  | 4-1       | Yucatán        | Hidalgo                   | 8 de marzo    | 19:00         |
| Marte             | 1-1       | Tigrillos      | Centenario                | 8 de marzo    | 20:00         |
| Irapuato          | 0-0       | Correcaminos   | Sergio León Chávez        | 9 de marzo    | 12:00         |
| Acapulco          | 4-3       | La Piedad      | Unidad Deportiva Acapulco | 9 de marzo    | 12:00         |
| Descansa:         | Descansa: | Descansa:      | Tijuana Stars             | Tijuana Stars | Tijuana Stars |

| San Francisco  | 4-0       | Tijuana Stars    | San Francisco         | 15 de marzo       | 15:00             |
| Correcaminos   | 1-0       | Saltillo         | Marte R. Gómez        | 15 de marzo       | 19:00             |
| Yucatán        | 2-2       | Real San Luis    | Carlos Iturralde      | 15 de marzo       | 20:30             |
| Tampico Madero | 0-0       | Marte            | Tamaulipas            | 15 de marzo       | 20:30             |
| RS Zacatecas   | 3-0       | Acapulco         | Francisco Villa       | 15 de marzo       | 21:00             |
| Tigrillos      | 0-1       | Atlético Hidalgo | Universitario         | 15 de marzo       | 21:00             |
| Zacatepec      | 2-0       | Irapuato         | Agustín "Coruco" Díaz | 16 de marzo       | 15:00             |
| La Piedad      | 2-2       | Tigres           | Juan N. López         | 16 de marzo       | 15:00             |
| Descansa:      | Descansa: | Descansa:        | Cruz Azul Hidalgo     | Cruz Azul Hidalgo | Cruz Azul Hidalgo |

| Real San Luis     | 2-1       | Tigrillos      | Plan de San Luis          | 21 de marzo | 20:30    |
| Cruz Azul Hidalgo | 2-1       | San Francisco  | 10 de diciembre           | 22 de marzo | 16:00    |
| Tigres            | 3-2       | RS Zacatecas   | Universitario             | 22 de marzo | 17:00    |
| Atlético Hidalgo  | 3-2       | Tampico Madero | Hidalgo                   | 22 de marzo | 19:00    |
| Tijuana Stars     | 1-1       | La Piedad      | Cerro Colorado            | 22 de marzo | 19:00    |
| Marte             | 1-1       | Saltillo       | Centenario                | 22 de marzo | 20:00    |
| Acapulco          | 0-0       | Yucatán        | Unidad Deportiva Acapulco | 23 de marzo | 12:00    |
| Zacatepec         | 1-3       | Correcaminos   | Agustín "Coruco" Díaz     | 23 de marzo | 15:00    |
| Descansa:         | Descansa: | Descansa:      | Irapuato                  | Irapuato    | Irapuato |

| San Francisco  | 1-1       | Irapuato          | San Francisco          | 29 de marzo | 15:00     |
| Saltillo       | 1-2       | Atlético Hidalgo  | O. Francisco I. Madero | 29 de marzo | 17:00     |
| Correcaminos   | 2-1       | Marte             | Marte R. Gómez         | 29 de marzo | 19:00     |
| Tampico Madero | 4-0       | Real San Luis     | Tamaulipas             | 29 de marzo | 20:30     |
| Yucatán        | 3-2       | Tigres            | Carlos Iturralde       | 29 de marzo | 20:30     |
| Tigrillos      | 1-1       | Acapulco          | Universitario          | 29 de marzo | 21:00     |
| RS Zacatecas   | 3-1       | Tijuana Stars     | Francisco Villa        | 29 de marzo | 21:00     |
| La Piedad      | 3-3       | Cruz Azul Hidalgo | Juan N. López          | 30 de marzo | 15:00     |
| Descansa:      | Descansa: | Descansa:         | Zacatepec              | Zacatepec   | Zacatepec |

| Real San Luis     | 2-2       | Saltillo       | Plan de San Luis          | 4 de abril   | 20:30        |
| Cruz Azul Hidalgo | 1-1       | RS Zacatecas   | 10 de diciembre           | 5 de abril   | 17:00        |
| Tigres            | 1-1       | Tigrillos      | Universitario             | 5 de abril   | 17:00        |
| Atlético Hidalgo  | 4-2       | Marte          | Hidalgo                   | 5 de abril   | 19:00        |
| Tijuana Stars     | 1-0       | Yucatán        | Cerro Colorado            | 5 de abril   | 19:00        |
| Acapulco          | 0-2       | Tampico Madero | Unidad Deportiva Acapulco | 6 de abril   | 12:00        |
| Irapuato          | 6-0       | La Piedad      | Sergio León Chávez        | 6 de abril   | 12:00        |
| Zacatepec         | 3-1       | San Francisco  | Agustín "Coruco" Díaz     | 6 de abril   | 15:00        |
| Descansa:         | Descansa: | Descansa:      | Correcaminos              | Correcaminos | Correcaminos |

| Saltillo       | 2-0       | Acapulco          | O. Francisco I. Madero | 12 de abril   | 17:00         |
| Correcaminos   | 2-2       | Atlético Hidalgo  | Marte R. Gómez         | 12 de abril   | 19:00         |
| Marte          | 5-1       | Real San Luis     | Centenario             | 12 de abril   | 20:00         |
| Tampico Madero | 2-2       | Tigres            | Tamaulipas             | 12 de abril   | 20:30         |
| Yucatán        | 0-1       | Cruz Azul Hidalgo | Carlos Iturralde       | 12 de abril   | 20:30         |
| Tigrillos      | 1-1       | Tijuana Stars     | Universitario          | 12 de abril   | 21:00         |
| RS Zacatecas   | 1-1       | Irapuato          | Francisco Villa        | 12 de abril   | 21:00         |
| La Piedad      | 0-1       | Zacatepec         | Juan N. López          | 13 de abril   | 15:00         |
| Descansa:      | Descansa: | Descansa:         | San Francisco          | San Francisco | San Francisco |

| Real San Luis     | 5-1       | Atlético Hidalgo | Plan de San Luis          | 18 de abril | 20:30     |
| San Francisco     | 2-3       | Correcaminos     | San Francisco             | 19 de abril | 15:00     |
| Tigres            | 6-1       | Saltillo         | Universitario             | 19 de abril | 17:00     |
| Cruz Azul Hidalgo | 2-1       | Tigrillos        | 10 de diciembre           | 19 de abril | 17:00     |
| Tijuana Stars     | 4-1       | Tampico Madero   | Cerro Colorado            | 19 de abril | 19:00     |
| Acapulco          | 2-2       | Marte            | Unidad Deportiva Acapulco | 20 de abril | 12:00     |
| Irapuato          | 2-3       | Yucatán          | Sergio León Chávez        | 20 de abril | 12:00     |
| Zacatepec         | 1-4       | RS Zacatecas     | Agustín "Coruco" Díaz     | 20 de abril | 15:00     |
| Descansa:         | Descansa: | Descansa:        | La Piedad                 | La Piedad   | La Piedad |

| Real San Luis    | 1-1       | Correcaminos      | Plan de San Luis       | 25 de abril  | 20:30        |
| Saltillo         | 3-0       | Tijuana Stars     | O. Francisco I. Madero | 26 de abril  | 17:00        |
| Atlético Hidalgo | 2-2       | Acapulco          | Hidalgo                | 26 de abril  | 19:00        |
| Marte            | 0-1       | Tigres            | Centenario             | 26 de abril  | 20:00        |
| Tampico Madero   | 1-0       | Cruz Azul Hidalgo | Tamaulipas             | 26 de abril  | 20:30        |
| Yucatán          | 0-0       | Zacatepec         | Carlos Iturralde       | 26 de abril  | 20:30        |
| Tigrillos        | 2-1       | Irapuato          | Universitario          | 26 de abril  | 21:00        |
| La Piedad        | 1-1       | San Francisco     | Juan N. López          | 27 de abril  | 15:00        |
| Descansa:        | Descansa: | Descansa:         | RS Zacatecas           | RS Zacatecas | RS Zacatecas |

| Acapulco          | 3-2       | Real San Luis    | Unidad Deportiva Acapulco | 4 de mayo | 12:00   |
| Cruz Azul Hidalgo | 0-2       | Saltillo         | 10 de diciembre           | 4 de mayo | 12:00   |
| Tijuana Stars     | 0-1       | Marte            | Cerro Colorado            | 4 de mayo | 12:00   |
| Irapuato          | 3-1       | Tampico Madero   | Sergio León Chávez        | 4 de mayo | 12:00   |
| Tigres            | 2-2       | Atlético Hidalgo | Universitario             | 4 de mayo | 12:00   |
| Correcaminos      | 4-2       | La Piedad        | Marte R. Gómez            | 4 de mayo | 12:00   |
| Zacatepec         | 3-2       | Tigrillos        | Agustín "Coruco" Díaz     | 4 de mayo | 12:00   |
| San Francisco     | 3-2       | RS Zacatecas     | San Francisco             | 4 de mayo | 12:00   |
| Descansa:         | Descansa: | Descansa:        | Yucatán                   | Yucatán   | Yucatán |

## Grupos

### Grupo 1
| Pos. | Equipo           | Pts. | PJ | G  | E | P | GF | GC | Dif. | Clasificación                   |
| ---- | ---------------- | ---- | -- | -- | - | - | -- | -- | ---- | ------------------------------- |
| 1    | Correcaminos UAT | 34   | 16 | 10 | 4 | 2 | 28 | 16 | +12  | Cuartos de final de la liguilla |
| 2    | Tigres UANL (C)  | 33   | 16 | 9  | 6 | 1 | 42 | 20 | +22  | Cuartos de final de la liguilla |
| 3    | Tigrillos UANL   | 26   | 16 | 7  | 5 | 4 | 21 | 16 | +5   | Reclasificación a liguilla      |
| 4    | RS de Zacatecas  | 17   | 16 | 4  | 5 | 7 | 27 | 25 | +2   |                                 |
| 5    | Real San Luis    | 17   | 16 | 3  | 8 | 5 | 25 | 32 | −7   |                                 |

 Fuente: [cita requerida]

### Grupo 2
| Pos. | Equipo               | Pts. | PJ | G | E | P  | GF | GC | Dif. | Clasificación                   |
| ---- | -------------------- | ---- | -- | - | - | -- | -- | -- | ---- | ------------------------------- |
| 1    | Yucatán              | 22   | 16 | 6 | 4 | 6  | 19 | 21 | −2   | Cuartos de final de la liguilla |
| 2    | Tampico              | 20   | 16 | 6 | 2 | 8  | 24 | 29 | −5   | Reclasificación a liguilla      |
| 3    | La Piedad            | 15   | 16 | 3 | 6 | 7  | 26 | 34 | −8   |                                 |
| 4    | Inter de Tijuana (D) | 10   | 16 | 2 | 4 | 10 | 13 | 32 | −19  | Descenso de categoría           |

 Fuente: [cita requerida]

### Grupo 3
| Pos. | Equipo                 | Pts. | PJ | G | E | P | GF | GC | Dif. | Clasificación                   |
| ---- | ---------------------- | ---- | -- | - | - | - | -- | -- | ---- | ------------------------------- |
| 1    | Atlético Hidalgo       | 31   | 16 | 9 | 4 | 3 | 33 | 27 | +6   | Cuartos de final de la liguilla |
| 2    | Atlético San Francisco | 17   | 16 | 4 | 5 | 7 | 26 | 30 | −4   | Reclasificación a liguilla      |
| 3    | Acapulco               | 15   | 16 | 3 | 6 | 7 | 17 | 33 | −16  |                                 |
| 4    | Marte Morelos          | 12   | 16 | 2 | 6 | 8 | 23 | 28 | −5   |                                 |

 Fuente: [cita requerida]

### Grupo 4
| Pos. | Equipo            | Pts. | PJ | G | E | P | GF | GC | Dif. | Clasificación                   |
| ---- | ----------------- | ---- | -- | - | - | - | -- | -- | ---- | ------------------------------- |
| 1    | Cruz Azul Hidalgo | 27   | 16 | 8 | 3 | 5 | 29 | 20 | +9   | Cuartos de final de la liguilla |
| 2    | Saltillo Soccer   | 26   | 16 | 7 | 5 | 4 | 24 | 19 | +5   | Cuartos de final de la liguilla |
| 3    | Zacatepec         | 24   | 16 | 7 | 3 | 6 | 21 | 23 | −2   | Reclasificación a liguilla      |
| 4    | Irapuato          | 20   | 16 | 4 | 8 | 4 | 26 | 19 | +7   |                                 |

 Fuente: [cita requerida]

## Tabla general
| Pos. | Equipo                 | Pts. | PJ | G  | E | P  | GF | GC | Dif. | Clasificación                   |
| ---- | ---------------------- | ---- | -- | -- | - | -- | -- | -- | ---- | ------------------------------- |
| 1    | Correcaminos UAT       | 34   | 16 | 10 | 4 | 2  | 28 | 16 | +12  | Cuartos de final de la liguilla |
| 2    | Tigres UANL (C)        | 33   | 16 | 9  | 6 | 1  | 42 | 20 | +22  | Cuartos de final de la liguilla |
| 3    | Atlético Hidalgo       | 31   | 16 | 9  | 4 | 3  | 33 | 27 | +6   | Cuartos de final de la liguilla |
| 4    | Cruz Azul Hidalgo      | 27   | 16 | 8  | 3 | 5  | 29 | 20 | +9   | Cuartos de final de la liguilla |
| 5    | Saltillo Soccer        | 26   | 16 | 7  | 5 | 4  | 24 | 19 | +5   | Cuartos de final de la liguilla |
| 6    | Tigrillos UANL         | 26   | 16 | 7  | 5 | 4  | 21 | 16 | +5   | Reclasificación a liguilla      |
| 7    | Zacatepec              | 24   | 16 | 7  | 3 | 6  | 21 | 23 | −2   | Reclasificación a liguilla      |
| 8    | Yucatán                | 22   | 16 | 6  | 4 | 6  | 19 | 21 | −2   | Cuartos de final de la liguilla |
| 9    | Irapuato               | 20   | 16 | 4  | 8 | 4  | 26 | 19 | +7   |                                 |
| 10   | Tampico                | 20   | 16 | 6  | 2 | 8  | 24 | 29 | −5   | Reclasificación a liguilla      |
| 11   | RS de Zacatecas        | 17   | 16 | 4  | 5 | 7  | 27 | 25 | +2   |                                 |
| 12   | Atlético San Francisco | 17   | 16 | 4  | 5 | 7  | 26 | 30 | −4   | Reclasificación a liguilla      |
| 13   | Real San Luis          | 17   | 16 | 3  | 8 | 5  | 25 | 32 | −7   |                                 |
| 14   | La Piedad              | 15   | 16 | 3  | 6 | 7  | 26 | 34 | −8   |                                 |
| 15   | Acapulco               | 15   | 16 | 3  | 6 | 7  | 17 | 33 | −16  |                                 |
| 16   | Marte Morelos          | 12   | 16 | 2  | 6 | 8  | 23 | 28 | −5   |                                 |
| 17   | Inter de Tijuana (D)   | 10   | 16 | 2  | 4 | 10 | 13 | 32 | −19  | Descenso de categoría           |

 Fuente: [cita requerida]

## Descenso
Si bien desde la temporada 1995-96 se empezaron a contabilizar por 3 puntos las victorias, para la tabla porcentual los puntos por victoria siguen siendo contabilizados por 2 puntos.
| Pos. | Equipo                 | 1994-95          | 1995-96          | I-1996 | V-1997 | Puntos | PJ | Dif. | Cociente |                       |
| ---- | ---------------------- | ---------------- | ---------------- | ------ | ------ | ------ | -- | ---- | -------- | --------------------- |
| 1.   | Tigres UANL            | Primera División | Primera División | 24     | 24     | 48     | 32 | +38  | 1.5000   |                       |
| 2.   | Atlético Hidalgo       | -                | -                | 18     | 22     | 40     | 32 | +12  | 1.2500   |                       |
| 3.   | Correcaminos UAT       | 1ᵃ               | 28               | 19     | 24     | 71     | 62 | +13  | 1.1452   |                       |
| 4.   | San Luis               | 33               | 31               | 17     | 14     | 95     | 90 | −5   | 1.0556   |                       |
| 5.   | La Piedad              | 28               | 39               | 15     | 12     | 94     | 90 | +16  | 1.0444   |                       |
| 6.   | Atlético San Francisco | 33               | 37               | 10     | 13     | 93     | 90 | +13  | 1.0333   |                       |
| 7.   | Irapuato               | 30               | 28               | 19     | 16     | 93     | 90 | +8   | 1.0333   |                       |
| 8.   | Cruz Azul Hidalgo      | 2ᵃ               | 31               | 14     | 19     | 64     | 62 | +26  | 1.0323   |                       |
| 9.   | Tampico                | 1ᵃ               | 32               | 18     | 14     | 64     | 62 | −8   | 1.0323   |                       |
| 10.  | RS de Zacatecas        | -                | -                | 19     | 13     | 32     | 32 | +9   | 1.0000   |                       |
| 11.  | Tigrillos UANL         | Segunda División | Segunda División | 12     | 19     | 31     | 32 | +5   | 0.9688   |                       |
| 12.  | Saltillo Soccer        | -                | 23               | 18     | 19     | 60     | 62 | −14  | 0.9677   |                       |
| 13.  | Yucatán                | 25               | 31               | 15     | 16     | 87     | 90 | −12  | 0.9667   |                       |
| 14.  | Zacatepec              | 26               | 30               | 13     | 17     | 86     | 90 | −5   | 0.9556   |                       |
| 15.  | Acapulco               | 27               | 29               | 11     | 12     | 79     | 90 | −46  | 0.8778   |                       |
| 16.  | Marte Morelos          | 29               | 20               | 19     | 10     | 78     | 90 | −7   | 0.8667   |                       |
| 17.  | Inter de Tijuana       | 30               | 29               | 11     | 8      | 78     | 90 | −30  | 0.8667   | Descenso de categoría |

## Goleadores
| Pos. | Jugador      | Equipo       | Goles |
| ---- | ------------ | ------------ | ----- |
| 1    | Carlos Pavón | Correcaminos | 12    |
| 2    | Ángel Lemus  | Irapuato     | 12    |

## Recalificación
| 8 de mayo de 1997, 15:00 | San Francisco      | 2:1 | Tigrillos         | Estadio Domingo Velázquez, San Francisco del Rincón, Guanajuato |                                |
|                          | Ignacio Porras 71' |     | Alberto Durán 51' | Asistencia: 8,000 espectadores                                  | Asistencia: 8,000 espectadores |

| 10 de mayo de 1997, 17:00               | Tigrillos                                                                               | 4-1 | San Francisco        | Universitario, San Nicolás de los Garza, Nuevo León |  |
|                                         | Alberto Durán 12' · Israel García 36' · Valtencir Gomes 39' (Pen.) · Omar Gutiérrez 58' |     | César Rodríguez (36) |                                                     |  |
| Tigrillos avanzó a cuartos de final 5-2 |                                                                                         |     |                      |                                                     |  |

| 8 de mayo de 1997, 21:00 hrs. | Tampico Madero      | 1-1 | Zacatepec                  | Estadio Tamaulipas, Tampico-Ciudad Madero, Tamaulipas |  |
|                               | Ricardo Sánchez 17' |     | Alberto Ramírez 43' (Pen.) |                                                       |  |

| 11 de mayo de 1997, 15:00 hrs.             | Zacatepec                                | 3-1 | Tampico Madero        | Estadio Agustín Coruco Díaz, Zacatepec, Morelos |                                 |
|                                            | Enrique Rodón 6' 87' · César Rogeiro 17' |     | Gerardo Fernández 26' | Asistencia: 18,000 espectadores                 | Asistencia: 18,000 espectadores |
| Zacatepec avanzó a Cuartos de final (4-2). |                                          |     |                       |                                                 |                                 |

## Liguilla
|  | Reclasificación                                          | Reclasificación                                          | Reclasificación                                          | Reclasificación                                          | Reclasificación                                          |   |   | Cuartos de final                                               | Cuartos de final                                               | Cuartos de final                                               | Cuartos de final                                               | Cuartos de final                                               |   |   | Semifinales                                                    | Semifinales                                                    | Semifinales                                                    | Semifinales                                                    | Semifinales                                                    |  |   | Final                                                | Final                                                | Final                                                | Final                                                | Final                                                |  |
|  | 8 de mayo de 1997 (ida) 10 y 11 de mayo de 1997 (vuelta) | 8 de mayo de 1997 (ida) 10 y 11 de mayo de 1997 (vuelta) | 8 de mayo de 1997 (ida) 10 y 11 de mayo de 1997 (vuelta) | 8 de mayo de 1997 (ida) 10 y 11 de mayo de 1997 (vuelta) | 8 de mayo de 1997 (ida) 10 y 11 de mayo de 1997 (vuelta) |   |   | 14 y 15 de mayo de 1997 (ida) 17 y 18 de mayo de 1997 (vuelta) | 14 y 15 de mayo de 1997 (ida) 17 y 18 de mayo de 1997 (vuelta) | 14 y 15 de mayo de 1997 (ida) 17 y 18 de mayo de 1997 (vuelta) | 14 y 15 de mayo de 1997 (ida) 17 y 18 de mayo de 1997 (vuelta) | 14 y 15 de mayo de 1997 (ida) 17 y 18 de mayo de 1997 (vuelta) |   |   | 21 y 22 de mayo de 1997 (ida) 24 y 25 de mayo de 1997 (vuelta) | 21 y 22 de mayo de 1997 (ida) 24 y 25 de mayo de 1997 (vuelta) | 21 y 22 de mayo de 1997 (ida) 24 y 25 de mayo de 1997 (vuelta) | 21 y 22 de mayo de 1997 (ida) 24 y 25 de mayo de 1997 (vuelta) | 21 y 22 de mayo de 1997 (ida) 24 y 25 de mayo de 1997 (vuelta) |  |   | 29 de mayo de 1997 (ida) 1 de junio de 1997 (vuelta) | 29 de mayo de 1997 (ida) 1 de junio de 1997 (vuelta) | 29 de mayo de 1997 (ida) 1 de junio de 1997 (vuelta) | 29 de mayo de 1997 (ida) 1 de junio de 1997 (vuelta) | 29 de mayo de 1997 (ida) 1 de junio de 1997 (vuelta) |  |
|  |                                                          |                                                          |                                                          |                                                          |                                                          |   |   |                                                                |                                                                |                                                                |                                                                |                                                                |   |   |                                                                |                                                                |                                                                |                                                                |                                                                |  |   |                                                      |                                                      |                                                      |                                                      |                                                      |  |
|  |                                                          |                                                          |                                                          |                                                          |                                                          |   |   |                                                                |                                                                |                                                                |                                                                |                                                                |   |   |                                                                |                                                                |                                                                |                                                                |                                                                |  |   |                                                      |                                                      |                                                      |                                                      |                                                      |  |
|  |                                                          |                                                          |                                                          |                                                          |                                                          |   |   |                                                                |                                                                |                                                                |                                                                |                                                                |   |   |                                                                |                                                                |                                                                |                                                                |                                                                |  |   |                                                      |                                                      |                                                      |                                                      |                                                      |  |
|  |                                                          |                                                          |                                                          |                                                          |                                                          |   |   |                                                                |                                                                |                                                                |                                                                |                                                                |   |   |                                                                |                                                                |                                                                |                                                                |                                                                |  |   |                                                      |                                                      |                                                      |                                                      |                                                      |  |
|  |                                                          |                                                          |                                                          |                                                          |                                                          |   |   |                                                                |                                                                |                                                                |                                                                |                                                                |   |   |                                                                |                                                                |                                                                |                                                                |                                                                |  |   |                                                      |                                                      |                                                      |                                                      |                                                      |  |
|  |                                                          | 1                                                        | Correcaminos UAT                                         | 1                                                        | 2                                                        | 3 |   |                                                                |                                                                |                                                                |                                                                |                                                                |   |   |                                                                |                                                                |                                                                |                                                                |                                                                |  |   |                                                      |                                                      |                                                      |                                                      |                                                      |  |
|  |                                                          |                                                          |                                                          |                                                          |                                                          | 3 |   |                                                                |                                                                |                                                                |                                                                |                                                                |   |   |                                                                |                                                                |                                                                |                                                                |                                                                |  |   |                                                      |                                                      |                                                      |                                                      |                                                      |  |
|  |                                                          |                                                          | 8                                                        | Yucatán                                                  | 1                                                        | 1 | 2 |                                                                |                                                                |                                                                |                                                                |                                                                |   |   |                                                                |                                                                |                                                                |                                                                |                                                                |  |   |                                                      |                                                      |                                                      |                                                      |                                                      |  |
|  |                                                          |                                                          | 8                                                        | Yucatán                                                  | 1                                                        | 1 | 2 |                                                                |                                                                |                                                                |                                                                |                                                                |   |   |                                                                |                                                                |                                                                |                                                                |                                                                |  |   |                                                      |                                                      |                                                      |                                                      |                                                      |  |
|  |                                                          |                                                          |                                                          |                                                          |                                                          |   |   |                                                                |                                                                |                                                                |                                                                |                                                                |   |   |                                                                |                                                                |                                                                |                                                                |                                                                |  |   |                                                      |                                                      |                                                      |                                                      |                                                      |  |
|  |                                                          |                                                          |                                                          |                                                          |                                                          |   |   |                                                                |                                                                |                                                                |                                                                |                                                                |   |   |                                                                |                                                                |                                                                |                                                                |                                                                |  |   |                                                      |                                                      |                                                      |                                                      |                                                      |  |
|  |                                                          |                                                          |                                                          |                                                          |                                                          |   |   |                                                                | 1                                                              | Correcaminos UAT                                               | 0                                                              | 6                                                              | 6 |   |                                                                |                                                                |                                                                |                                                                |                                                                |  |   |                                                      |                                                      |                                                      |                                                      |                                                      |  |
|  |                                                          |                                                          |                                                          |                                                          |                                                          |   |   |                                                                |                                                                |                                                                |                                                                |                                                                | 6 |   |                                                                |                                                                |                                                                |                                                                |                                                                |  |   |                                                      |                                                      |                                                      |                                                      |                                                      |  |
|  |                                                          |                                                          | 6                                                        | Tigrillos UANL                                           | 0                                                        | 2 | 2 |                                                                |                                                                |                                                                |                                                                |                                                                |   |   |                                                                |                                                                |                                                                |                                                                |                                                                |  |   |                                                      |                                                      |                                                      |                                                      |                                                      |  |
|  |                                                          |                                                          | 6                                                        | Tigrillos UANL                                           | 0                                                        | 2 | 2 |                                                                |                                                                |                                                                |                                                                |                                                                |   |   |                                                                |                                                                |                                                                |                                                                |                                                                |  |   |                                                      |                                                      |                                                      |                                                      |                                                      |  |
|  |                                                          |                                                          |                                                          |                                                          |                                                          |   |   |                                                                |                                                                |                                                                |                                                                |                                                                |   |   |                                                                |                                                                |                                                                |                                                                |                                                                |  |   |                                                      |                                                      |                                                      |                                                      |                                                      |  |
|  |                                                          |                                                          |                                                          |                                                          |                                                          |   |   |                                                                |                                                                |                                                                |                                                                |                                                                |   |   |                                                                |                                                                |                                                                |                                                                |                                                                |  |   |                                                      |                                                      |                                                      |                                                      |                                                      |  |
|  |                                                          | 3                                                        | Atlético Hidalgo                                         | 1                                                        | 3                                                        | 4 |   |                                                                |                                                                |                                                                |                                                                |                                                                |   |   |                                                                |                                                                |                                                                |                                                                |                                                                |  |   |                                                      |                                                      |                                                      |                                                      |                                                      |  |
|  |                                                          |                                                          |                                                          |                                                          |                                                          | 4 |   |                                                                |                                                                |                                                                |                                                                |                                                                |   |   |                                                                |                                                                |                                                                |                                                                |                                                                |  |   |                                                      |                                                      |                                                      |                                                      |                                                      |  |
|  |                                                          |                                                          | 6                                                        | Tigrillos UANL                                           | 4                                                        | 1 | 5 |                                                                |                                                                |                                                                |                                                                |                                                                |   |   |                                                                |                                                                |                                                                |                                                                |                                                                |  |   |                                                      |                                                      |                                                      |                                                      |                                                      |  |
|  | 6                                                        | Tigrillos UANL                                           | 6                                                        | Tigrillos UANL                                           | 4                                                        | 1 | 5 | 1                                                              | 4                                                              | 5                                                              |                                                                |                                                                |   |   |                                                                |                                                                |                                                                |                                                                |                                                                |  |   |                                                      |                                                      |                                                      |                                                      |                                                      |  |
|  | 6                                                        | Tigrillos UANL                                           |                                                          |                                                          |                                                          |   |   |                                                                |                                                                | 5                                                              |                                                                |                                                                |   |   |                                                                |                                                                |                                                                |                                                                |                                                                |  |   |                                                      |                                                      |                                                      |                                                      |                                                      |  |
|  | 12                                                       | Atlético San Francisco                                   | 2                                                        | 1                                                        | 3                                                        |   |   |                                                                |                                                                |                                                                |                                                                |                                                                |   |   |                                                                |                                                                |                                                                |                                                                |                                                                |  |   |                                                      |                                                      |                                                      |                                                      |                                                      |  |
|  | 12                                                       | Atlético San Francisco                                   | 2                                                        | 1                                                        | 3                                                        |   |   |                                                                |                                                                |                                                                |                                                                |                                                                |   |   |                                                                |                                                                |                                                                |                                                                |                                                                |  | 1 | Correcaminos UAT                                     | 1                                                    | 0                                                    | 1                                                    |                                                      |  |
|  |                                                          |                                                          |                                                          |                                                          |                                                          |   |   |                                                                |                                                                |                                                                |                                                                |                                                                |   |   |                                                                |                                                                |                                                                |                                                                |                                                                |  | 1 | Correcaminos UAT                                     | 1                                                    | 0                                                    | 1                                                    |                                                      |  |
|  |                                                          |                                                          | 2                                                        | Tigres UANL                                              | 0                                                        | 4 | 4 |                                                                |                                                                |                                                                |                                                                |                                                                |   |   |                                                                |                                                                |                                                                |                                                                |                                                                |  |   |                                                      |                                                      |                                                      |                                                      |                                                      |  |
|  |                                                          |                                                          | 2                                                        | Tigres UANL                                              | 0                                                        | 4 | 4 |                                                                |                                                                |                                                                |                                                                |                                                                |   |   |                                                                |                                                                |                                                                |                                                                |                                                                |  |   |                                                      |                                                      |                                                      |                                                      |                                                      |  |
|  |                                                          |                                                          |                                                          |                                                          |                                                          |   |   |                                                                |                                                                |                                                                |                                                                |                                                                |   |   |                                                                |                                                                |                                                                |                                                                |                                                                |  |   |                                                      |                                                      |                                                      |                                                      |                                                      |  |
|  |                                                          |                                                          |                                                          |                                                          |                                                          |   |   |                                                                |                                                                |                                                                |                                                                |                                                                |   |   |                                                                |                                                                |                                                                |                                                                |                                                                |  |   |                                                      |                                                      |                                                      |                                                      |                                                      |  |
|  |                                                          | 2                                                        | Tigres UANL                                              | 3                                                        | 2                                                        | 5 |   |                                                                |                                                                |                                                                |                                                                |                                                                |   |   |                                                                |                                                                |                                                                |                                                                |                                                                |  |   |                                                      |                                                      |                                                      |                                                      |                                                      |  |
|  |                                                          |                                                          |                                                          |                                                          |                                                          | 5 |   |                                                                |                                                                |                                                                |                                                                |                                                                |   |   |                                                                |                                                                |                                                                |                                                                |                                                                |  |   |                                                      |                                                      |                                                      |                                                      |                                                      |  |
|  |                                                          |                                                          | 7                                                        | Zacatepec                                                | 1                                                        | 0 | 1 |                                                                |                                                                |                                                                |                                                                |                                                                |   |   |                                                                |                                                                |                                                                |                                                                |                                                                |  |   |                                                      |                                                      |                                                      |                                                      |                                                      |  |
|  | 7                                                        | Zacatepec                                                | 7                                                        | Zacatepec                                                | 1                                                        | 0 | 1 | 1                                                              | 3                                                              | 4                                                              |                                                                |                                                                |   |   |                                                                |                                                                |                                                                |                                                                |                                                                |  |   |                                                      |                                                      |                                                      |                                                      |                                                      |  |
|  | 7                                                        | Zacatepec                                                |                                                          |                                                          |                                                          |   |   |                                                                |                                                                | 4                                                              |                                                                |                                                                |   |   |                                                                |                                                                |                                                                |                                                                |                                                                |  |   |                                                      |                                                      |                                                      |                                                      |                                                      |  |
|  | 10                                                       | Tampico Madero                                           | 1                                                        | 1                                                        | 2                                                        |   |   |                                                                |                                                                |                                                                |                                                                |                                                                |   |   |                                                                |                                                                |                                                                |                                                                |                                                                |  |   |                                                      |                                                      |                                                      |                                                      |                                                      |  |
|  | 10                                                       | Tampico Madero                                           | 1                                                        | 1                                                        | 2                                                        |   |   |                                                                |                                                                |                                                                |                                                                |                                                                |   | 2 | Tigres UANL                                                    | 0                                                              | 3                                                              | 3                                                              |                                                                |  |   |                                                      |                                                      |                                                      |                                                      |                                                      |  |
|  |                                                          |                                                          |                                                          |                                                          |                                                          |   |   |                                                                |                                                                |                                                                |                                                                |                                                                |   | 2 | Tigres UANL                                                    | 0                                                              | 3                                                              | 3                                                              |                                                                |  |   |                                                      |                                                      |                                                      |                                                      |                                                      |  |
|  |                                                          |                                                          | 4                                                        | Cruz Azul Hidalgo                                        | 1                                                        | 0 | 1 |                                                                |                                                                |                                                                |                                                                |                                                                |   |   |                                                                |                                                                |                                                                |                                                                |                                                                |  |   |                                                      |                                                      |                                                      |                                                      |                                                      |  |
|  |                                                          |                                                          | 4                                                        | Cruz Azul Hidalgo                                        | 1                                                        | 0 | 1 |                                                                |                                                                |                                                                |                                                                |                                                                |   |   |                                                                |                                                                |                                                                |                                                                |                                                                |  |   |                                                      |                                                      |                                                      |                                                      |                                                      |  |
|  |                                                          |                                                          |                                                          |                                                          |                                                          |   |   |                                                                |                                                                |                                                                |                                                                |                                                                |   |   |                                                                |                                                                |                                                                |                                                                |                                                                |  |   |                                                      |                                                      |                                                      |                                                      |                                                      |  |
|  |                                                          |                                                          |                                                          |                                                          |                                                          |   |   |                                                                |                                                                |                                                                |                                                                |                                                                |   |   |                                                                |                                                                |                                                                |                                                                |                                                                |  |   |                                                      |                                                      |                                                      |                                                      |                                                      |  |
|  |                                                          | 4                                                        | Cruz Azul Hidalgo (*)                                    | 1                                                        | 0                                                        | 1 |   |                                                                |                                                                |                                                                |                                                                |                                                                |   |   |                                                                |                                                                |                                                                |                                                                |                                                                |  |   |                                                      |                                                      |                                                      |                                                      |                                                      |  |
|  |                                                          |                                                          |                                                          |                                                          |                                                          | 1 |   |                                                                |                                                                |                                                                |                                                                |                                                                |   |   |                                                                |                                                                |                                                                |                                                                |                                                                |  |   |                                                      |                                                      |                                                      |                                                      |                                                      |  |
|  |                                                          |                                                          | 5                                                        | Saltillo Soccer                                          | 0                                                        | 1 | 1 |                                                                |                                                                |                                                                |                                                                |                                                                |   |   |                                                                |                                                                |                                                                |                                                                |                                                                |  |   |                                                      |                                                      |                                                      |                                                      |                                                      |  |
|  |                                                          |                                                          | 5                                                        | Saltillo Soccer                                          | 0                                                        | 1 | 1 |                                                                |                                                                |                                                                |                                                                |                                                                |   |   |                                                                |                                                                |                                                                |                                                                |                                                                |  |   |                                                      |                                                      |                                                      |                                                      |                                                      |  |
|  |                                                          |                                                          |                                                          |                                                          |                                                          |   |   |                                                                |                                                                |                                                                |                                                                |                                                                |   |   |                                                                |                                                                |                                                                |                                                                |                                                                |  |   |                                                      |                                                      |                                                      |                                                      |                                                      |  |
|  |                                                          |                                                          |                                                          |                                                          |                                                          |   |   |                                                                |                                                                |                                                                |                                                                |                                                                |   |   |                                                                |                                                                |                                                                |                                                                |                                                                |  |   |                                                      |                                                      |                                                      |                                                      |                                                      |  |
|  |                                                          |                                                          |                                                          |                                                          |                                                          |   |   |                                                                |                                                                |                                                                |                                                                |                                                                |   |   |                                                                |                                                                |                                                                |                                                                |                                                                |  |   |                                                      |                                                      |                                                      |                                                      |                                                      |  |
|  |                                                          |                                                          |                                                          |                                                          |                                                          |   |   |                                                                |                                                                |                                                                |                                                                |                                                                |   |   |                                                                |                                                                |                                                                |                                                                |                                                                |  |   |                                                      |                                                      |                                                      |                                                      |                                                      |  |

- (*) Avanza por su mejor posición en la tabla general.

| Campeón Verano 1997 |
| ------------------- |
|                     |
| Tigres (2° título)  |

### Cuartos de final
| 14 de mayo de 1997, 15:00 | Zacatepec           | 1-3 | Tigres                                                     | Estadio Agustín Coruco Díaz, Zacatepec, Morelos |                                 |
|                           | Ricardo Sánchez 23' |     | Nílson Esidio 43' · Arnulfo Tinoco 53' · Claudio Núñez 82' | Asistencia: 18,000 espectadores                 | Asistencia: 18,000 espectadores |

| 17 de mayo de 1997, 17:00       | Tigres                                | 2-0 | Zacatepec | Estadio Universitario, San Nicolás de los Garza, Nuevo León |                                 |
|                                 | Claudio Núñez 15' · Nílson Esidio 84' |     |           | Asistencia: 40,000 espectadores                             | Asistencia: 40,000 espectadores |
| Tigres avanzo a semifinales 5-1 |                                       |     |           |                                                             |                                 |

| 14 de mayo de 1997, 17:00 | Saltillo | 0-1 | Cruz Azul Hidalgo | Estadio Francisco I Madero, Saltillo, Coahuila |  |
|                           |          |     | Berulio Rios 61'  |                                                |  |

| 17 de mayo de 1997, 12:00                                          | Cruz Azul Hidalgo | 0-1 | Saltillo          | Estadio 10 de diciembre, CD Cooperativa, Estado de Hidalgo |  |
|                                                                    |                   |     | Edson Zwaricz 45' |                                                            |  |
| Cruz Azul Hidalgo avanzó por su mejor posición en la tabla general |                   |     |                   |                                                            |  |

| 15 de mayo de 1997, 16:00 | Atlético Yucatán    | 1-1 | Correcaminos      | Estadio Carlos Iturralde, Mérida |  |
|                           | Fernando Dávila 71' |     | Ricardo Rayas 52' |                                  |  |

| 18 de mayo de 1997, 12:00             | Correcaminos                              | 2-1 | Atlético Yucatán    | Estadio Marte R. Gómez, Ciudad Victoria, Tamaulipas |  |
|                                       | Antunez Nunes Zico 54' · Carlos Pavón 60' |     | Amarildo Soares 68' |                                                     |  |
| Correcaminos avanzó a Semifinales 3-2 |                                           |     |                     |                                                     |  |

| 15 de mayo de 1997, 20:30 | Tigrillos                                                                             | 4-1 | Atlético Hidalgo        | Estadio Universitario, San Nicolás de los Garza, Nuevo León |  |
|                           | Alberto Durán 23' · Carlos Guerra 51' (a.g) · Israel García 51' · Valtencir Gomes 51' |     | José Enrique García 51' |                                                             |  |

| 18 de mayo de 1997, 12:00            | Atlético Hidalgo                                             | 3-1 | Tigrillos         | Hidalgo, Pachuca |  |
|                                      | Gerardo Jiménez 38' · Milton Hernández 51' · Fabián Luna 72' |     | Jorge Cabrera 61' |                  |  |
| Tigrillos avanzó a Semifinales (4-5) |                                                              |     |                   |                  |  |

### Semifinales
| 21 de mayo de 1997, 16:00                   | Cruz Azul Hidalgo | 1-0 | Tigres | Estadio 10 de diciembre, CD Cooperativa, Estado de Hidalgo |  |
|                                             | Berulio Ríos 46'  |     |        |                                                            |  |
| Marcos Ayala de Tigres fue expulsado al 86' |                   |     |        |                                                            |  |

| 24 de mayo de 1997, 17:00      | Tigres                                    | 3-0 | Cruz Azul Hidalgo | Estadio Universitario, San Nicolás de los Garza, Nuevo León |  |
|                                | Nílson Esidio 18' 49' · Claudio Núñez 71' |     |                   |                                                             |  |
| Tigres avanzó a la Final (3-1) |                                           |     |                   |                                                             |  |

| 22 de mayo de 1997, 20:30 | Tigrillos | 0-0 | Correcaminos | Estadio Universitario, San Nicolás de los Garza, Nuevo León |  |
|                           |           |     |              | Árbitro(s): Arturo Brizio                                   |  |

| 25 de mayo de 1997, 12:00        | Correcaminos                                                                                              | 6-2 | Tigrillos             | Estadio Marte R. Gómez, Ciudad Victoria, Tamaulipas |  |
|                                  | Ricardo Rayas 8' · José Luis Mendoza 13' · Carlos Pavón 66' 79' · Carlos Medina 86' · Richart Tabarez 89' |     | Alberto Durán 18' 51' |                                                     |  |
| Correcaminos avanzó la Final 6-2 | |     |                       |                                                     |  |

### Final
| 29 de mayo de 1997, 17:00 | Tigres | 0-1 | Correcaminos            | Estadio Universitario, San Nicolás de los Garza, Nuevo León |                                                           |
|                           |        |     | José Francisco Cruz 64' | Asistencia: 43,000 espectadores Árbitro(s): Arturo Brizio   | Asistencia: 43,000 espectadores Árbitro(s): Arturo Brizio |

| 1 de junio de 1997, 16:00                                                           | Correcaminos | 0-4     | Tigres                                                        | Estadio Eugenio Alvizo Porras, Ciudad Victoria, Tamaulipas    |                                                               |
|                                                                                     |              | Reporte | Nílson Esidio 20' 81' · Marcos Ayala 37' · Danilo Tosello 87' | Asistencia: 15,000 espectadores Árbitro(s): Armando Archundia | Asistencia: 15,000 espectadores Árbitro(s): Armando Archundia |
| Tigres asciende automáticamente a Primera División por ser bicampeón de Primera "A" |              |         |                                                               |                                                               |                                                               |

| Predecesor: Torneo Invierno 1996 Primera División 'A' | Temporadas de la Primera División de México Verano 1997 | Sucesor: Torneo Invierno 1997 Primera División 'A' |

- Datos: Q11704622